# Бугристые болота
Бугри́стые боло́та — тип болот, наиболее распространенный в тундровой зоне и лесотундре.
Особенностью геоморфологии бугристых болот являются торфяные бугры с минеральным ядром высотой от нескольких десятков сантиметров (мелкобугристые болота) до нескольких метров (крупнобугристые болота). Нарастание бугра в высоту связано с увеличением ледяной линзы-ядра (гидролакколита). После растрескивания поверхности и таяния ледяного ядра бугор может разрушиться.
Растительность бугристых болот имеет выраженный комплексный характер: кустарничково-мохово лишайниковые группировки на буграх соседствуют со сфагново-осоковыми ровными обводненными пространствами.